# Herbert Bönnen
Herbert Bönnen (Leverkusen, 21 maart 1942) is een Duits voormalig profvoetballer.
Tot zijn 22ste speelde de middenvelder bij SV Schlebusch. Na het behalen van het kampioenschap in de Verbandsliga Mittelrhein en deelname aan het Duits amateurkampioenschap met die club vertrok Bönnen naar 1. FC Köln. Het profvoetbal beviel hem echter niet goed vanwege de langdurige trainingskampen, waarna hij verderging als automonteur en tegelijkertijd als semi-prof bij Alkmaar '54 in de eerste divisie.
Na één seizoen verhuisde hij naar Nijmegen, waar hij dichter bij zijn schoonzus in Wesel woonde en Duitse televisiezenders kon ontvangen. Hij ging er voetballen bij NEC dat zojuist was gepromoveerd naar de Eredivisie. Hier had hij vaak te kampen met blessures; in zijn laatste seizoen bij de club speelde hij hierdoor minder dan de helft van de wedstrijden. In 1972 vertrok Bönnen naar Roda JC, maar door chronische knieblessures stopte hij al snel.
Vervolgens werd hij trainer, onder meer bij Patro Eisden maar ook door dezelfde knieproblemen slaagde ook zijn trainerscarrière niet en in 1978 moest hij ook hiermee stoppen. Ook tegenwoordig vindt Bönnen hij het nog moeilijk om aanwezig te zijn bij voetbalwedstrijden, omdat hij zelf niet meer kan spelen.

## Trivia
- Bönnen speelde bij NEC met rugnummer 1 als gevolg van het consequent doorvoeren van het principe van vaste rugnummers op alfabet.[2]